# Molla Bjurstedt-Mallory
Molla Bjurstedt-Mallory (Mosvik, 6 maart 1884 – Stockholm, 22 november 1959) was een Noorse en Amerikaanse tennisspeelster. Bjurstedt-Mallory werd in Noorwegen geboren maar emigreerde in 1915 naar de Verenigde Staten. Bjurstedt-Mallory won het US Nationaal kampioenschap in totaal achtmaal in het enkelspel. Dit record staat tot de dag van vandaag. Haar achtste titel behaalde zij op de leeftijd van 42 jaar en zij is de hiermee de oudste winnaar in de geschiedenis, bij de dames of heren, van een enkelspeltitel op een grandslamtoernooi. Bjurstedt-Mallory won daarnaast tweemaal het damesdubbelspel en driemaal het gemengd dubbelspel op het US Nationaal kampioenschap.

## Resultaten grandslamtoernooien
| Legenda | Legenda                          |
| ------- | -------------------------------- |
| g.t.    | geen toernooi gehouden           |
| l.c.    | lagere categorie                 |
| –       | niet deelgenomen                 |
| G       | uitgeschakeld in de groepsfase   |
| 1R      | uitgeschakeld in de eerste ronde |
| 2R      | uitgeschakeld in de tweede ronde |
| 3R      | uitgeschakeld in de derde ronde  |
| 4R      | uitgeschakeld in de vierde ronde |
| KF      | uitgeschakeld in de kwartfinale  |
| HF      | uitgeschakeld in de halve finale |
| F       | de finale verloren               |
| W       | het toernooi gewonnen            |
| w-v     | winst/verlies-balans             |

### Enkelspel
| toernooi                 | 1909 |      | 1915 | 1916 | 1917 | 1918 | 1919 | 1920 | 1921 | 1922 | 1923 | 1924 | 1925 | 1926 | 1927 | 1928 | 1929 |
| ------------------------ | ---- | ---- | ---- | ---- | ---- | ---- | ---- | ---- | ---- | ---- | ---- | ---- | ---- | ---- | ---- | ---- | ---- |
| Australian Championships | g.t. | g.t. | g.t. | g.t. | g.t. | g.t. | g.t. | g.t. | –    | –    | –    | –    | –    | –    | –    | –    |      |
| Roland Garros            | g.t. | g.t. | g.t. | g.t. | g.t. | g.t. | g.t. | g.t. | g.t. | g.t. | g.t. | –    | –    | –    | 2R   | –    |      |
| Wimbledon                | 2R   | g.t. | g.t. | g.t. | g.t. | –    | HF   | KF   | F    | KF   | 2R   | –    | KF   | 3R   | 1R   | 3R   |      |
| U.S. Championships       | –    | W    | W    | W    | W    | HF   | W    | W    | W    | F    | F    | HF   | W    | KF   | HF   | HF   |      |